# Антилокализационизм
Антилокализационизм (греч. anti — против и лат. lоcalis — местный) — концепция в нейропсихологии, согласно которой мозг представляет собой функционально однородное образование. Психические функции, согласно антилокализационизму, равномерно распределены по всему мозгу (прежде всего, имеется в виду кора больших полушарий). Соответственно тяжесть их нарушения определяется количеством пораженной ткани.
Данное направление возникло в науке как ответ на представления о непосредственном соотнесении мозговой зоны и психической функции, которые называются узким локализационизмом. Первым предположение о мозге как едином целом высказал Галлер в своей работе 1769 года. Среди наиболее известных представителей антилокализационизма можно назвать П. Флуранса, Ф. Гольца, К. Лешли, А. Бергсона.
Антилокализационизм не поддерживается современной нейронаукой и на сегодняшний день представляет только исторический интерес. Однако некоторые его идеи продолжают частично существовать в рамках нейросетевого подхода.

## История развития
Несмотря на то, что ключевая идея антилокализационизма была высказана Галлером ещё во второй половине 18 века, одним из первых представителей этого направления считается Мари-Жан-Пьер Флуранс.

### Мари-Жан-Пьер Флуранс
Флуранс активно критиковал френологию и методологию её основателя — Ф. Галля. Он вместе с такими учёными как Ж. Кювье и Ф. Пинель участвовал в комиссии по проверке френологической теории, которая была организована Французской академией наук. Результатом её работы стало постановление, в котором концепция Галля была отвергнута, а кора мозга признавалась функционально однородной.
В рамках работы описанной выше комиссии Флуранс провел ряд эмпирических исследований. Он разрушал некоторые участки мозга у птиц, кроликов и собак и наблюдал за поведением животных после пробуждения. В ряде случаев учёный воздействовал на центры наркотиками.
Флуранс обнаружил, что незначительные повреждения коры больших полушарий не приводили ни к какому характерному эффекту (как предполагалось во френологической концепции). Постепенное же удаление всё больших частей коры животных снижало их сенсорные и моторные способности до полного отсутствия откликов на стимулы и произвольных движений (например, полностью лишенная коры птица летала, только когда её подбрасывали в воздух). Флуранс также наблюдал восстановление поведения птиц, которое протекало безотносительно тому, какой участок коры был разрушен. Отсюда физиолог сделал заключение об однородности коры мозга — «масса мозговых полушарий физиологически столь же равноценна и однородна как масса какой-нибудь железы, например печени». Необходимо ещё раз отдельно подчеркнуть, что Флуранс говорил об функциональной гомогенности только коры больших полушарий, признавая сложное строение мозга.

### Фридрих Леопольд Гольц
Считается, что немецкий физиолог Фридрих Леопольд Гольц провёл в 1888 году первую в истории гемисферэктомию (удаление одного полушария) на собаке. Он наблюдал за животным в течение 15 месяцев и отметил, что произвольные движения всех частей тела и в целом поведение оказались сохранными. Собака отличалась только сниженным интеллектом.
Гольц, как и Флуранс, провёл ряд опытов с экстирпацией разных зон коры больших полушарий. Описывая поведение собаки сразу после операций и через некоторое время, указал на пластичность мозга: сначала наблюдалось сильное нарушение всех проявлений («общая реакция мозга»), впоследствии же остались только неловкость движений и «общее снижение интеллекта». На основании этих данных Гольц заключил, что каждая часть мозга связана с психическими функциями и что лишь количество поврежденной ткани определяет тяжесть нарушения.

### Карл Спенсер Лешли
Опыты Карла Спенсера Лешли в целом схожи с исследованиями Флуранса и Гольца, однако, в отличие от предшественников, он регистрировал не всё поведение в целом, а способность проходить лабиринты. Лешли разрушал разные зоны коры больших полушарий у крыс и фиксировал, как животное искало выход и как быстро запоминало лабиринт. Физиолог обнаружил, что чем больше повреждена кора, тем хуже крыса выполняла задание и обучалась и что неповреждённые участки мозга могут взять на себя выполнение любой функции. Отсюда он заключил, что в мозге нет участков, которые связаны исключительно с памятью. Полученные эмпирические данные были обобщены Лешли в принципах «массового действия» и «эквипотенциальности».
В настоящее время эксперименты К. Лешли признаны ошибочными. Во-первых, физиолог повреждал только поверхностные корковые структуры, тогда как процесс консолидации памяти происходит в гиппокампе. Следующее критическое замечание касается использованного стимульного материала. Задания Лешли предполагали одновременное включение нескольких сенсорных анализаторов, из-за чего повреждение отдельной зоны не приводит к полному разрушению воспоминания животного.
Лешли не поддерживал концепцию И. П. Павлова. В 1929 году он сделал доклад на 9-м международном психологическом конгрессе в Нью-Хейвене с критикой учения Павлова, отвергая принцип локализации рефлекторных актов и отрицая роль физиологических механизмов в целом. В поздних работах Лешли отказался принципа эквипотенциальности любых частей.

## Критика и вклад в развитие нейропсихологии
Для проведённых в рамках антилокализационизма эмпирических исследований характерно использование обобщённых критериев для фиксации изменений, вызванных разрушением какого-то участка коры больших полушарий (общее поведение животных, в основном). Одновременно с этим рассматриваемые психические функции представляют собой широкие психологические единицы («воля», «интеллект», «память» и т. д.), неразложимые внутри себя. Также нельзя не отметить того факта, что в сущности антилокализационизм и узкий локализационизм говорят об одном и том же — непосредственном соотнесении мозгового субстрата и психики.
Существенным достоинством развиваемых в рамках этого подхода идей является указание на то, что мозг функционирует как единое целое. Кроме того, представители антилокализационизма акцентировали внимание на высокой пластичности мозга.